# Nagold (flod)
 For alternative betydninger, se Nagold. (Se også artikler, som begynder med Nagold)
Nagold er en 90 kilometer lang flod i den tyske delstat Baden-Württemberg. Den har sit udspring i det nordlige Schwarzwald og munder i byen Pforzheims centrum ud i Enz.

## Flodens løb
Nogle kilometer efter dens udspring i Urnagold (kommunen Seewald) løber Nagold forbi Nagoldtalsperre, der er en højvandsregulering for floddalen. Til byen Nagold løber den mod øst, hvorefter den svinger mod nord. Herfra danner floden den østlige afgrænsning af Schwarzwald. Dens vigtigste bifloder er Waldach, Teinach og Würm. Tälesbach munder ud i Nagold fra højre i byen Calw. Ved udmundingen i Enz er Nagold ved sin længde og vandføring den egentlige hovedflod; Enz ligger bare i en bredere dal, og fortsætter i samme retning.
Mellem Pforzheim og Nagold går jernbanen Nagoldtalbahn og vejen Bundesstraße 463 i floddalen.

## Historie
- Mellem Nagold og Altensteig kørte indtil nedlæggelsen i 1967 smalsporsbanen Altensteigerle gennem Nagoldtal.
- Lige som Enz havde Nagold indtil begyndelsen af det 20. århundrede stor betydnig for tømmerflådning.

## Billedgalleri
- Opstemning Nonnenwag ved Monbachtal
- Opstemning Nonnenwag
- Nagold mellem byerne Nagold og Calw

## Byer langs Nagold
- Altensteig
- Nagold
- Wildberg
- Calw
- Bad Liebenzell
- Pforzheim

## Literatur
- Max Scheifele: Als die Wälder auf Reisen gingen. Flößerei im Enz-Nagold-Gebiet. Verlag G. Braun, Karlsruhe 1996, ISBN 3-7650-8164-7.